# Rivière Ouasouagami
La rivière Ouasouagami est un affluent de la rive sud de la rivière Broadback laquelle coule vers l'ouest jusqu'à la baie de Rupert, située au sud de la baie James. La rivière Ouasouagami coule dans la municipalité de Eeyou Istchee Baie-James, dans la région administrative du Nord-du-Québec, au Québec, au Canada.

## Géographie
Les bassins versants voisins de la rivière Ouasouagami sont :
- Côté nord : rivière Broadback ;
- Côté est : lac Evans ;
- Côté sud : lac Du Tast (Eeyou Istchee Baie-James) ;
- Côté ouest : lac Colomb, rivière Colomb.

De nombreuses sources situées au nord du lac Du Tast (Eeyou Istchee Baie-James) alimentent la rivière Ouasouagami, notamment le marais Niskachekw.
La rivière Ouasouagami prend sa source d'un petit lac non identifié (elevation : 240 m) situé à 5,6 km au sud de la rivière Broadback ; et à 24,7 km au nord-ouest du lac Dana (Eeyou Istchee Baie-James).
Le cours de la rivière Ouasouagami coule généralement vers l'ouest sur 33,0 km, selon les segments suivants :
- 18,7 km vers l'ouest en passant au sud de la zone de marais Niskachekw, jusqu'à un ruisseau (venant du sud-est) ;
- 5,6 km vers l'ouest, jusqu'à un ruisseau (venant du sud-ouest) ;
- 5,0 km vers le nord-ouest, jusqu'à un ruisseau (venant du nord-ouest) ;
- 3,7 km vers le nord-est, jusqu'à son embouchure[2].

Le courant se déverse sur la rive sud dans un coude de la rivière Broadback. L'embouchure de la rivière est à :
- 15,3 km au nord-ouest du lac Du Tast (Eeyou Istchee Baie-James) ;
- 20,5 km au nord-ouest du lac Evans ;
- 92,7 km au nord-ouest du lac Soscumica ;
- 47 km en aval de l'embouchure du lac Evans ;
- 157,3 km au nord du centre-ville de Matagami ;
- 5,9 km en amont du pont de la Broadback traversé par la route de la Baie-James.

## Toponymie
D'origine crie, cet hydronyme signifie « la rivière du lac où on pêche à la torche ».
Le toponyme « rivière Ouasouagami » a été officialisé le 5 décembre 1968 à la Commission de toponymie du Québec.